# 낚싯줄

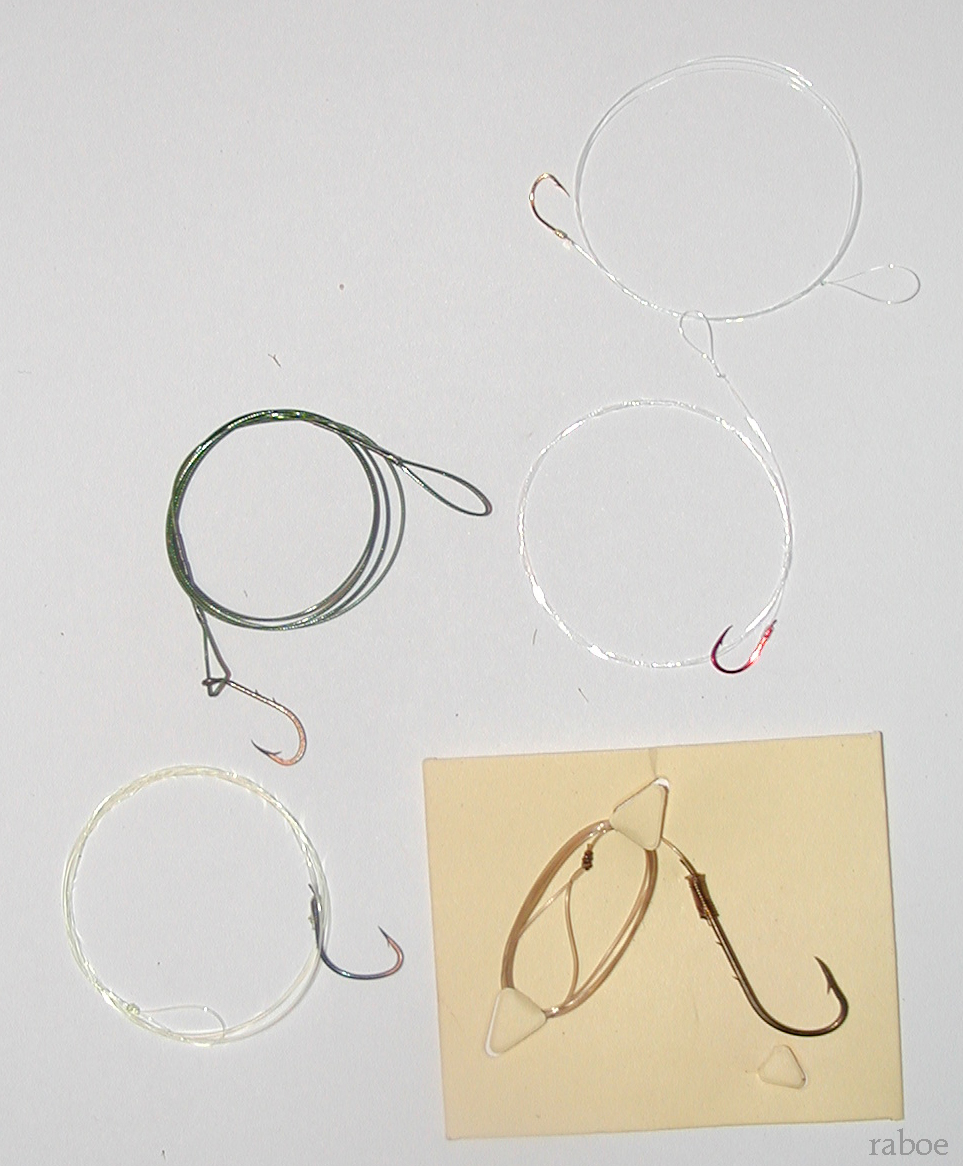

낚싯줄은 낚시를 위해 제조되거나 사용되는 낚시 용구의 하나이다. 낚싯대의 길이보다 30cm 정도 길이가 긴 나일론 줄을 사용한다.

## 초기의 낚싯줄
1667년 Samuel Pepys의 글에 따르면 자신의 시대의 낚싯줄은 장선으로 만들어졌다. 이후 비단형 낚싯줄이 1724년 즈음에 사용되었다.

## 환경에 미치는 영향
버려진 모노필라멘트(monofilament) 낚싯줄은 분해되기까지 최대 600년이 소요된다. 환경에 미치는 영향을 최소화하도록 개발된 생분해형 낚싯줄이 여러 종류 있다.

## 같이 보기
- 어로
- 낚싯바늘
- 플라이 낚시